# رأس بن سكة
رأس بن سكّة هو أحد الرؤوس على الساحل الشمالي للبلاد التونسية، وهو يقع في ولاية بنزرت، قرب بلدة سيدي بوشقرون. وهو أقصى نقطة في شمال القارة الأفريقية.